# 국제뉴스
국제뉴스(World News)는 해외의 소식을 다루는 뉴스이다. 언론사들은 이를 보도하기 위해 특파원을 보내거나 국제문제에 식견이 깊은 사람을 고용하기도 한다.

## 같이 보기
- 종군 기자